# Bagnols-sur-Cèze
Bagnols-sur-Cèze település Franciaországban, Gard megyében. Lakosainak száma 18 124 fő (2022. január 1.). Bagnols-sur-Cèze Chusclan, Laudun-l’Ardoise, Orsan, Sabran, Saint-Gervais, Saint-Nazaire, Tresques és Vénéjan községekkel határos.

## Népesség
A település népességének változása:
| Lakosok száma | 16 468 | 17 602 | 17 872 | 18 545 | 18 349 | 18 593 | 18 258 | 18 091 | 18 072 | 18 124 |
|               | 1968   | 1982   | 1990   | 2006   | 2011   | 2016   | 2017   | 2019   | 2020   | 2022   |